# Ovce domácí
Ovce domácí (Ovis gmelini f. aries, syn. Ovis orientalis f. aries) je domestikovaným přežvýkavcem, chovaným hlavně pro vlnu a mléko, zčásti také pro maso. Podle současných výzkumů jde o domestikovanou formu západoasijské ovce kruhorohé (Ovis gmelini, syn. Ovis orientalis).
Protože nejsou tak náročné jako skot, chovají se i v horských nebo aridních oblastech. Nejvíc ovcí je chováno v Číně (170,8 miliónu kusů) a v Austrálii (106 miliónů kusů). V Česku bylo chováno v roce 2022 celkem 174 196 ovcí.

## Pojmenování
Slovo ovce je starého, praindoevropského původu a s jeho ekvivalenty se můžeme setkat téměř ve všech indoevropských jazycích, někdy jako označení pro celý druh: srov. lat. ovis, lit. avis, slov. ovce / ovca, nebo jen pro samici (v germánských jazycích) – např. angl. ewe. také slova beran a jehně mají starý indoevropský původ, srov. např. s lat. agnus – „beránek“ nebo perským barrá – „beránek, jehně“. Naproti tomu slovo skopec bylo do češtiny přejato ve středověku z němčiny. Fakt, že se název pro samce, samici a mládě tvoří od odlišných slovních kořenů je známkou značného stáří těchto názvů (podobně např. u psa, koně, skotu, na rozdíl oproti koze, kočce aj.).
Samice se v češtině nazývá ovce, samec beran. Vykastrovaný beran se označuje slovem skopec, maso skopců má slabší specifický zápach. Mládě do stáří půl roku se nazývá jehně. Ovce, která ještě nerodila, je jehnice. Samice v říji se prská. Ovce rodící se tzv. bahní. Gravidní samice se označuje pojmem březí. Samice, která porodila, se obahnila a nazývá se bahnice. Potrat se nazývá zmetání a potracený plod zmetek, stejně jako u skotu a koz. Slovesa bahnit, obahnit se nijak nesouvisí s bahnem, ale jedná se o mylnou dekompozici ze staršího ob-jahnit (od slova jahně, tj. jehně).

## Vzhled
Tak jako u jiných domácích zvířat, existují rovněž mezi jednotlivými plemeny ovcí podstatné rozdíly ve vzhledu, velikosti a stavbě těla. Ovce dosahují hmotnosti 20–180 kg (výjimečně i přes 200 kg) a výšky v kohoutku 40–90 cm. Mezi největší plemena patří suffolk a hissarská ovce, nejmenší je ouessantská ovce. Existují rohatá i bezrohá plemena ovcí, u rohatých mohou mít rohy buďto jen berani (např. merino, šumavská ovce, kamerunská ovce) nebo, méně často, obě pohlaví (např. cápová ovce, awassi, Jákobova ovce). Mezi bezrohá plemena patří např. suffolk, texel, bleu de Maine, východofrízská ovce nebo somálská ovce. Vzácně se vyskytují i plemena se čtyřmi nebo šesti rohy (např. Jákobova ovce, awassi). Vícerohost vzniká jako následek genetické mutace.

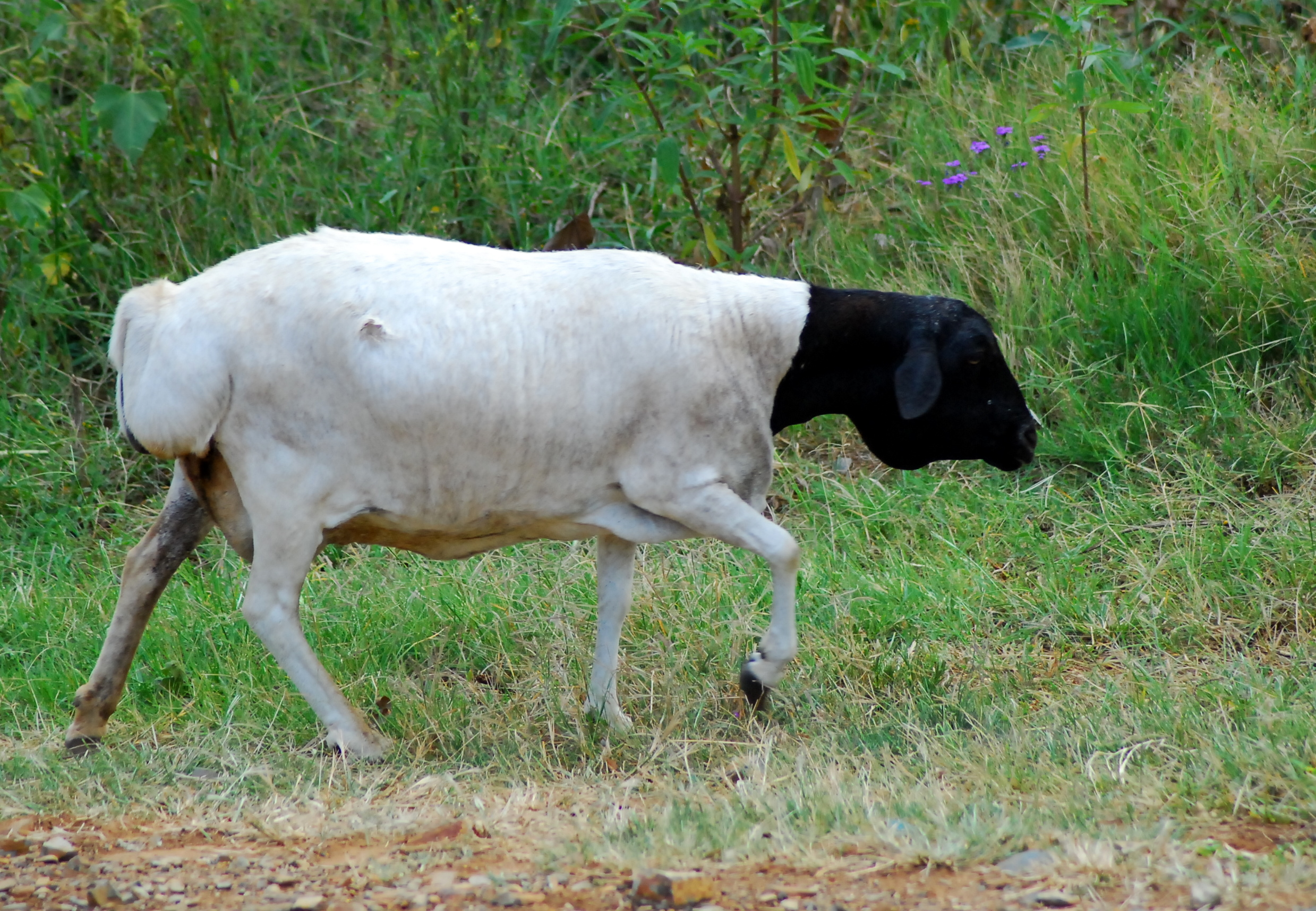
Somálská ovce patří mezi tlustozadká plemena

Důležitým kritériem je pokryv těla. Podle něj se plemena ovcí dělí na srstnatá, hrubovlnná, polojemnovlnná a jemnovlnná. Srstnaté ovce se vyskytují hlavně v tropických a subtropických oblastech, chovají se pouze pro maso, mléko či kůži, mají krátkou srst, která líná, podobně jako u koz. Typickými zástupci jsou somálská ovce, kamerunská ovce, červený madrás nebo masajská ovce. Hrubovlnná plemena mají kratší, hrubou vlnu, vhodnou k výrobě koberců, využívají se i jejich kožešiny, hlavně z jehňat. Patří k nim např. karakulská ovce, soay, vřesová ovce a další primitivní plemena. Polojemnovlnné ovce zahrnují většinu evropských plemen, mají delší a jemnější vlnu, která nelíná, proto je nutné ji dvakrát ročně stříhat. Příkladem je např. šumavská ovce, cápová ovce, cigája nebo suffolk. Jemnovlnná plemena ovcí zahrnují hlavně merinové ovce. Jejich kůže je velmi jemná a vytváří různé záhyby, čímž se zvětšuje plocha pro růst vlny. Typickým příkladem je australské merino nebo francouzská česanka.

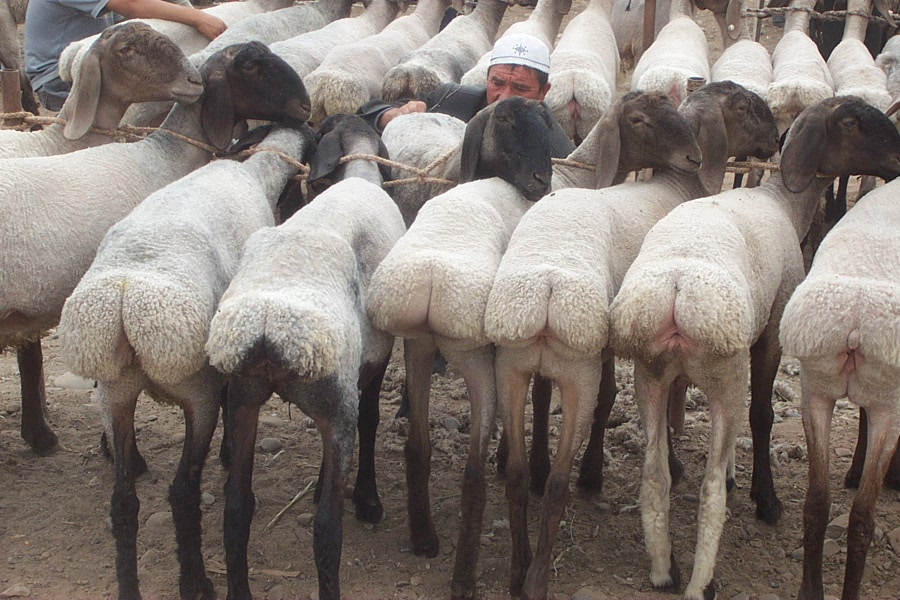
Tlustozadké ovce na dobytčím trhu v Kašgaru

V aridních oblastech Afriky a Asie se vyskytují ovce adaptované k životu v suchém prostředí. Tato plemena mají sklon k vytváření tukových zásob pro nepříznivé období. Podle místa, kde je tuk uložen, se dělí na ovce tlustoocasé a tlustozadké. Skupina tlustoocasých ovcí je početnější. Tyto ovce si ukládají tuk do podkožního vaziva na ztluštělém ocase. Ten buďto volně visí, nebo se esovitě prohnutý pod břicho ovce a špičkou ven. Podle starých zpráv měly některé z těchto ovcí tak těžký ocas, že ho za sebou musely táhnout na vozíčku, pravděpodobně se však jedná o hoax. Příkladem je např. syrská tlustoocasá ovce, afrikánská ovce nebo awassi. Tlustozadké ovce ukládají tuk pod kůži na hýždích a stehnech, po stranách kořene ocasu, který je krátký. Příkladem je hissarská ovce nebo somálská ovce.

## Původ

### Tradiční verze
Původ domácí ovce byl tradičně chápán jako polyfyletický, tj. ovce by pocházela z více divokých předků. Nejčastěji uváděný model z počátku 20. stol., používaný v zootechnické literatuře, počítá s pěti divokými předky:
| Divoký předek                                                               | Počet chromozomů | Výskyt předka a místo domestikace                   | Předpokládaná plemena domácích ovcí                |
| --------------------------------------------------------------------------- | ---------------- | --------------------------------------------------- | -------------------------------------------------- |
| Ovis gmelini (ovce kruhorohá) včetně Ovis gmalini musimon (muflon evropský) | 2n = 54          | jižní Evropa, hory Íránu a přilehlých oblasti       | krátkoocasé ovce a dlouhotenkoocasé ovce           |
| Ovis vignei (ovce stepní)                                                   | 2n = 58          | stepi východně od Kaspického moře                   | tlustoocasé ovce, jemnovlnné ovce (merino)         |
| Ovis ammon (argali altajský)                                                | 2n = 56          | Ťan-šan, Pamír, Altaj a další pohoří centrální Asie | snad tlustozadké ovce a plemena Tibetu či Himálaje |

### Moderní verze
Dle současných výzkumů je platnost tohoto modelu zpochybňována. Všechny populace domácích ovcí mají ve dvou sadách 54 chromozomů a tento karyotyp sdílí s divokou ovcí kruhorohou (Ovis gmelini) a s muflony (Ovis gmelini musimon a Ovis gmelini ophion). Ovce kruhorohá, případně s jistou příměsí příbuzné ovce isfahánské (Ovis isphahanica) a laristánské (O. laristanica), je tak dnes považována za jediný mateřský druh domácích ovcí, vliv ovce stepní (Ovis vignei) či argaliho (Ovis ammon) není prokázaný.
Naproti tomu muflon evropský, považovaný dříve za jednoho z předků domestikovaných ovcí, je zřejmě zdivočelý potomek neolitických domácích ovcí, dovezených na Sardinii a Korsiku člověkem v 7.–6. tis. př. n. l. Zároveň je jisté, že na vzniku ovce domácí neměla žádný podíl paovce hřivnatá, která se s ovcí domácí nekříží.

## Domestikace ovcí
Ovce patří společně se psem mezi nejstarší domestikované druhy zvířat. Na počátku domestikace ovcí stál zřejmě odchyt divokých ovcí (a koz) do ohrad nebo zahrazených údolí. Zde byla zvířata lovci držena jako živá zásoba masa. Bylo výhodnější z uvězněného stáda postupně odebírat jednotlivá zvířata, než je všechna pobít najednou. O této praxi svědčí paleolitické skalní malby na území dnešního Španělska, pocházející asi z 13. tis. př. n. l.. Trvalo však celá tisíciletí, než se z takto vězněných divokých stád stala skutečná domácí zvířata, poskytující člověku kromě masa a kůže i mléko. Nejstarší nálezy domácích ovcí pochází z období mezolitu v 9. tis. př. n. l., z dnešní Sýrie a Íránu. Ovce chované v tomto období ještě neměly vlnu a z dnešních plemen připomínaly tropická krátkosrstá plemena, jako je např. kamerunská ovce nebo primitivní evropská plemena typu soay. Předpokládá se, že takovouto ranou formou domácí ovce byli i předkové evropského muflona, přivezení raně neolitickými osadníky v 7. tis. př. n. l. na Sardinii a Korsiku, kde tyto ovce zpětně zdivočely.

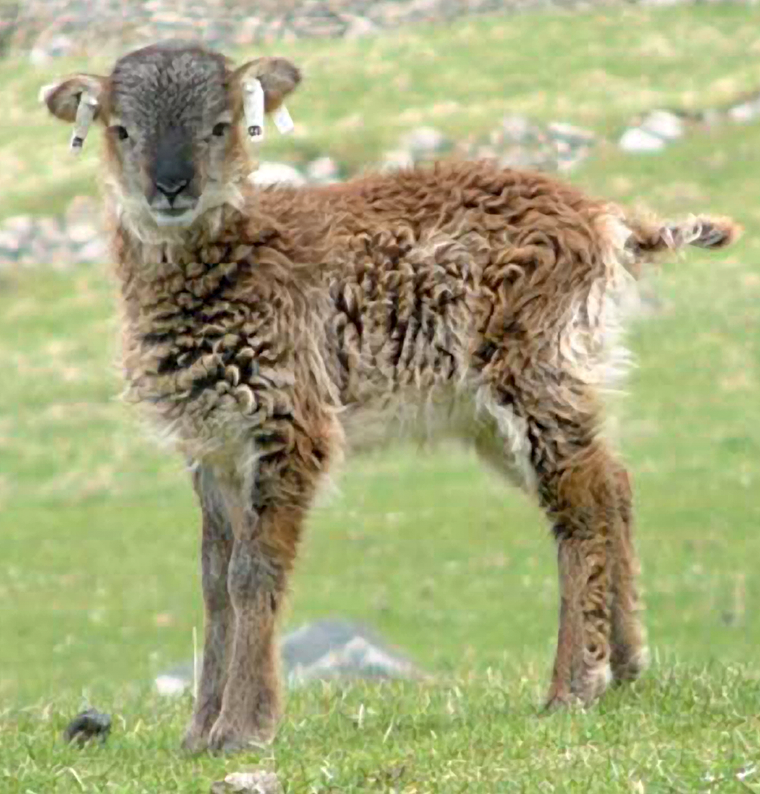
Jehně primitivního plemene Soay z Hebrid se podobá muflončeti

Ve 3. tis. př. n. l. již chovali staří Sumerové i Egypťané ovce, připomínající dnešní plemena. Na sumerských vyobrazeních včetně známé standarty z Uru najdeme vyobrazení domácích ovcí, které se už podobají dnešním plemenům, například izraelské ovci awassi. Ve starém Egyptě měla ovce význam i v mytologii, bůh Chnum s beraní hlavou byl uctíván hlavně v Dolním Egyptě jako stvořitel lidstva. V Mezopotámii, Persii, Palestině i jinde na Předním východě byla ovce oblíbeným obětním zvířetem, což dokládá i starozákonní kniha Leviticus. Jehně bylo obětováno např. při židovském svátku Pesach, symbolizujícím osvobození Izraelitů z egyptského zajetí. V Mezopotámii si velké chrámy držely celá stáda ovcí určená jen k produkci obětních zvířat.
Později získaly ovce značný symbolický význam také v křesťanství, kde se stal Beránek Boží na základě citátu z Janova evangelia (Jan 1:29) symbolem Ježíše Krista a jeho oběti. Mezi křesťanské symboly patří také dobrý pastýř, nesoucí na ramenou zatoulané jehně.
Staří Řekové a Římané již chovali ovce zcela podobné dnešním plemenům typu cigája, bergschaf nebo východofríská ovce. Ovce jsou zmiňovány i v řecké mytologii, zejména příběh o Iásonovi a Zlatém rounu patří k nejznámějším řeckým mýtům. V antice vznikla také bukolická poezie, v níž básníci opěvovali idylický život pastevců. Pastevcem ovcí byl i Paris, původce Trójské války. Mytičtí ovčáci byli obří Kyklopové, chovající nestvůrně velké ovce, o nichž hovoří Homérova Odyssea.
Merinové ovce s jemnou vlnou byly vyšlechtěny patrně Féničany, později se dostaly s Araby na Pyrenejský poloostrov, kde vznikl moderní typ ovcí merino.
Velmi brzy se ovce rozšířily i do Afriky. Domácí ovce jsou zobrazeny na prastarých skalních kresbách Khoikhoů v Jižní Africe. V mytologii afrického kmene Pangwe z Tanzanie je Velký beran bohem hromu.
V českých zemích byl chov ovcí rozšířen už v době bronzové, později jej rozšířili Keltové a Slované. Ve středověku byly ovce pokládány za nejužitečnější domácí zvířata. Chov ovcí se zvlášť rozšířil v 16. stol., kdy jej podporovala šlechta. Koncem 16. stol. napsal Aleš Knobloch z Pirnsdorfu první českou příručku chovu ovcí. Od konce 15. stol. se na Moravě rozšířil salašnický chov ovcí v souvislosti s valašskou kolonizací Beskyd.
Chov ovcí se v Českých zemích nejvíce rozvíjel v 16.–18. století, kdy bylo ovčáctví uznávaným řemeslem a počet ovcích, chovaných v Čechám a na Moravě dosahoval do 6–8 milionů kusů. V 19. a 20. století došlo k úpadku chovu ovcí, protože evropské chovy nedokázaly obstát před konkurencí levnější vlny, dovážené z Austrálie. Po vzniku samostatného Československa se chov ovcí soustředil hlavně na Slovensku, což platilo i po roce 1945, kdy byl chov ovcí, zvláště merinových, zaváděn na státních statcích i v Česku. Od 90. let u nás chovají ovce většinou jen drobní chovatelé, především pro maso a mléko, jako zájmovou činnost nebo i z důvodů údržby krajiny vypásáním. Chov pro vlnu má vzhledem k nepatrným výkupním cenám jen okrajový význam.
Evropané rozšířili ovce v době objevných plaveb i na kontinenty, kde původně nežily. Do Ameriky byly ovce dovezeny již v 16. století, jejich chov se ujal především v Argentině, v Mexiku a místy na jihozápadě USA. Ovce dokázali ocenit i severoameričtí Indiáni, především Navahové, kteří si ochočili zdivočelé ovce španělských osadníků a vyšlechtili nové plemeno navajo churro.
Na konci 18. stol. byly ovce dovezeny do Austrálie a na Nový Zéland, kde se záhy rozmohl chov ovcí ve velkém pro vlnu i pro maso. Pastva obrovských stád ovcí měla negativní dopad na australskou přírodu i původní obyvatele – Aborigince. Došlo k vybíjení pštrosů emu, klokanů, k vysidlování Aboriginců, aby se vytvořilo dost volných pastvin pro ovce. Na Tasmánii byl jako údajný škůdce ovčích stád zcela vyhuben unikátní masožravý vačnatec vakovlk. Chov ovcí byl rovněž důvodem k vysídlení a částečné genocidě domorodých obyvatel Patagonie a Ohňové země (indiánské kmeny Ona (Šeilknam), Yaghan a Tehuelenčé).

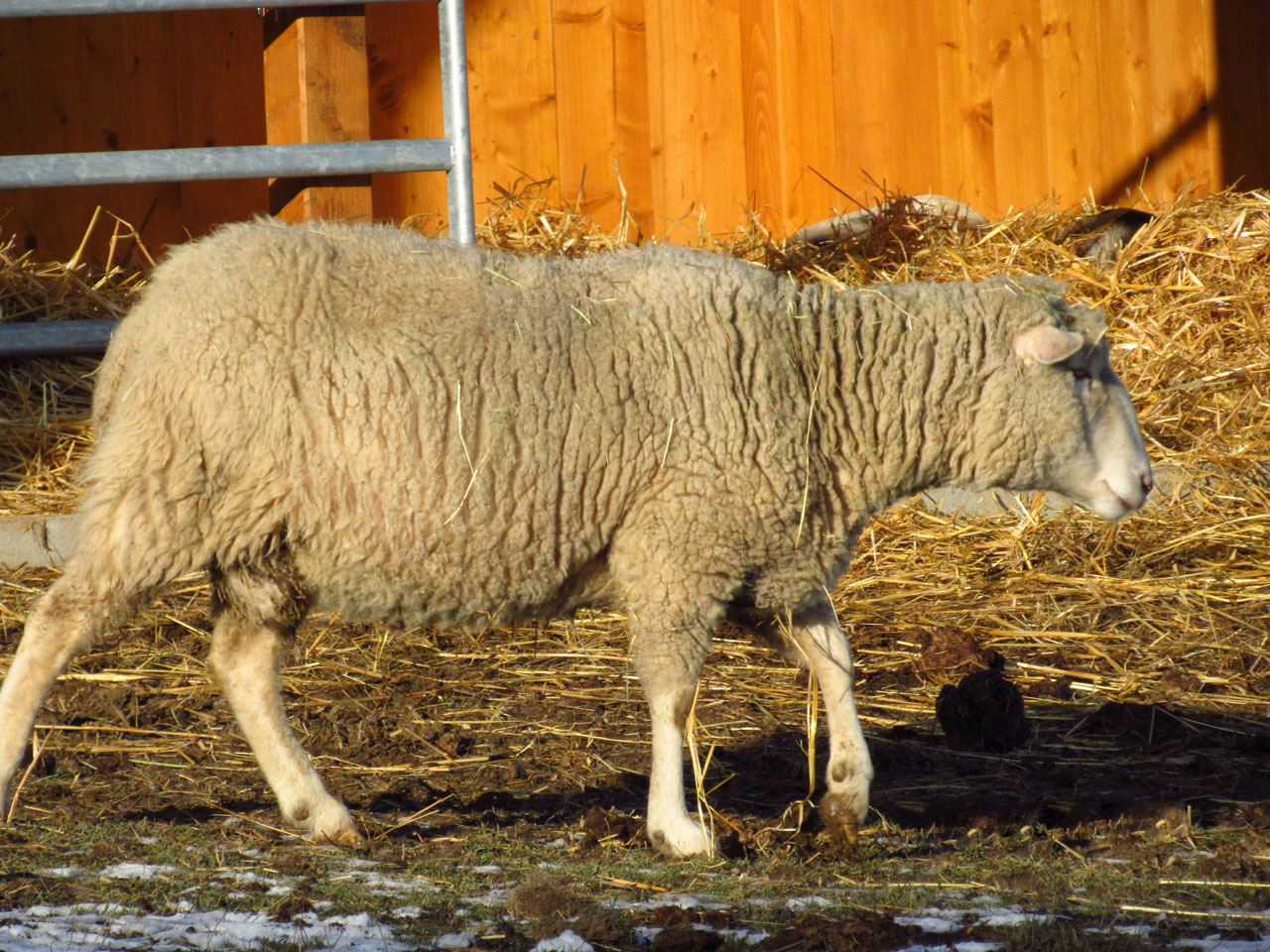
Ovce domácí v Zoo Tábor

Na rozdíl od jiných domácích zvířat (např. koz a prasat) se zdivočelé ovce vyskytují jen výjimečně a nikde nepředstavují vážnější ekologickou hrozbu.

## Chov
Ovce se chovají většinou extenzívním způsobem v ohradách nebo volnou pastvou, často za pomoci ovčáckých psů. Většina plemen ovcí patří mezi velmi společenská zvířata se silným stádním pudem, mimo stádo se ovce cítí nejistě. Jednou z mála výjimek je např. východofríská ovce, která nesnáší pobyt ve velkém stádě, vyhovuje jí menší skupina obvykle kolem 20 jedinců a silně se fixuje na člověka. Ovce se páří obvykle jedou ročně, na podzim. Období říje se, stejně jako u koz, nazývá prskání. Ve velkých stádech se berani označují na břiše červenou barvou, která při páření ulpí na hřbetě všech spářených ovcí. Podle toho pak chovatel pozná, které ovce již byla oplodněny. Nežádoucímu páření se dá zabránit pomocí kožené či gumové zástěry, kterou beranovi upevníme na břicho, těsně před penisem.
Ovce jsou březí 22 týdnů. Rodí 1–4 jehňata, počet mláďat závisí na plemeni i na věku matky. Prvničky rodí většinou jen jedno jehně. O ovci, která porodila mládě, říkáme, že se obahnila a nazývá se bahnice. Jehňata jsou velmi hravá, podobně jako kůzlata. Beránky, které není třeba pro chov, je výhodné co nejdříve vykastrovat, obvykle se tento zásah provádí od věku 3 týdnů. Jehňatům i dospělým ovcím dlouhoocasých plemen se někdy rovněž kupírují ocasy.
Velký význam má péče o paznehty ovcí, které mohou snadno přerůstat a působit zdravotní komplikace, vedoucí až ke zchromnutí. Pro stříhání paznehtů i jiné menší zákroky je vhodné ovci posadit, protože je v této poloze fixována. Nejvhodnější potravou pro ovce je přirozená pastva, v zimě seno, jablka a jiné ovoce, jadrné a granulované krmivo. Nezbytná je sůl, která ovcím napomáhá udržovat zdravé trávení.

## Zdraví
Při nevhodném chovu mohou ovce trpět celou řadou infekčních i parazitárních chorob, vůči nimž jsou ovce velmi vnímavé. K infekčním chorobám virového původu patří slintavka a kulhavka, katarální horečka (hlavnička) a ovčí neštovice, k bakteriálním např. antrax nebo brucelóza, Nebezpečnou chorobou, jejíž původ je dodnes předmětem výzkumu je prionové onemocnění mozku klusavka. Z parazitárních chorob patří k nejčastějším napadení motolicí jaterní, ohroženy jsou hlavně ovce pasené ve vlhkých pastvinách a mokřadech. Ovce jsou také hojně napadány klíšťaty a nosními střečky.

## Užitek

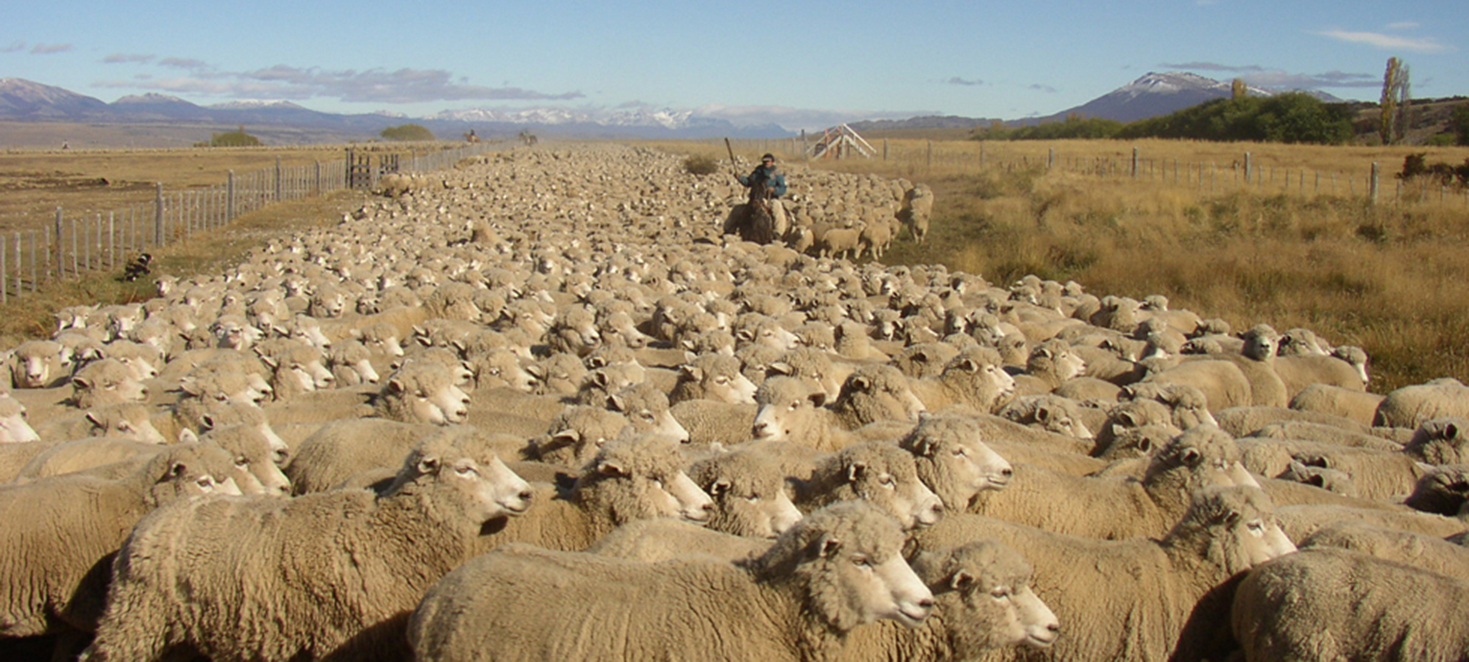
Stádo ovcí v Patagonii, Argentina

Ovce domácí poskytuje člověku mnohostranný užitek.
Maso mladých ovcí, označované jako jehněčí, má delikátní chuť a vysoký obsah bílkovin, je však poměrně tučné a vyznačuje se specifickým pachem, jehož intenzita závisí na způsobu chovu. Je oblíbeno především v arabské, indické, středomořské a britské kuchyni, často se kombinuje s česnekem a bylinkami (rozmarýn, tymián), které překryjí jeho pach. U masa dospělých ovcí, známého jako skopové (od slova skopec), je specifický pach silnější, obsah tuku vyšší a struktura masa hrubší. Má se podávat horké, neboť při nižších teplotách konzumaci komplikuje rychle tuhnoucí lůj. Mezi známé pokrmy ze skopového masa patří irish stew, tažín, kebab nebo skotské skopová tlačenka haggis.
Ovčí mléko je značně tučné a má poměrně nízký obsah laktózy, čerstvé ovčí mléko se požívá málokdy, i když je prospěšné zdraví (údajně dokonce antikarcinogenní). Tepelně neošetřené ovčí mléko je zakázáno v Česku prodávat. U pití neošetřeného mléka hrozí riziko bakteriální nákazy nebo přenosu infekce např. klíšťové encefalitidy u volně se pasoucích ovcí. Častěji se z něj připravují sýry, např. slovenská brynza, oštěiepok a parenica, balkánský kaškaval, italské pecorino nebo francouzský rokfór. Ze směsi ovčí syrovátky a zakysaného mléka se připravuje kysaný nápoj žinčica.
Další užitek, který ovce poskytují, je vlna, patřící mezi nejpoužívanější textilní vlákna živočišného původu. Používá se nejen ke tkaní látek, ale rovněž pro výrobu plsti a izolačních materiálů. Podle struktury vlny se plemena ovcí dělí na srstnatá (většinou z tropů, nemající vlnu), hrubovlnná (jejich vlna se hodí např. k výrobě koberců), polojemnovlnná a jemnovlnná (zejména merinové ovce). V současné době se vlna získává stříží pomocí nůžek nebo elektrických strojků. V minulosti se však ovcím nezřídka škubala. To se dnes praktikuje zvláště u primitivních plemen, jako je soay, manský loaghtan, vřesová ovce nebo některá plemena z oblasti Kavkazu. Vlnu lze škubat výhradně v době línání, kdy má vlna tendenci sama vypadávat. Provádí se tak, že ležící ovci opatrně zajedeme prsty pod rouno a opatrným tlakem odtrháváme rouno od kůže a spodních chlupů. Pokud se provádí správně, není pro ovci bolestivé a rouno zůstane vcelku, podobně jako při stříži. Jazykovědci předpokládají že slovo rouno je odvozeno od slovesa rvát a podobný původ může mít i slov vlna.
Ovce poskytují také kůži a kožešinu. Plemena, poskytující kožešinu, se dělí na kožichová a kožešinová. Ovce kožichové mají většinou hrubší vlnu, využívá se kožešina dospělých ovcí a šijí se z ní obvykle kožichy a zimní čepice (beranice). Příkladem je romanovská ovce. Naproti tomu z kožešinových plemen se využívají jemné kožešinky mladých jehňat, a to na výrobu límců, podšívek, čepic či plášťů. Příkladem je karakulská ovce.
Ovčí trus slouží jako hnojivo, v aridních oblastech s nedostatkem dřeva (např. Tibet, Mongolsko) se používá sušený trus také k topení. Dříve se využívala i ovčí moč, jako zdroj sanytru (ledku draselného), který byl významnou surovinou pro výrobu hnojiv či střelného prachu.
Ovce mají význam i jako prostředek přirozené údržby krajiny prostřednictvím vypásání. Mají význam i jako laboratorní zvířata, stačí si vzpomenout na ovečku Dolly a výzkum klonování.
Dříve byla využívána také ovčí střeva (šicí materiál v chirurgii (tzv. catgut), výplety do tenisových raket, struny), rohy, z nichž se vyráběly střenky nožů, spony nebo knoflíky a ovčí lůj (např. na svícení, výrobu svíček, jako obětina – např. u Izraelitů). Právě potřeba loje vedla ke šlechtění tlustozadkých a tlustoocasých plemen ovcí v aridních oblastech Asie a Afriky. V kosmetice je dosud občas využíván lanolín, což je tuk, získávaný ze surové ovčí vlny. Výjimečně se používaly nebo používají i pro dopravu lehčích břemen. Agresívní berani se v severní Číně využívají jako hlídači. Ovce poskytují člověku i zábavu. V minulosti byly zejména na Středním východě, ale také u španělských Basků nebo v Indii, oblíbeny beraní zápasy a v USA je jednou z disciplín při rodeu mutton busting neboli jízda dětí na beranech.

## Užitková plemena ovcí chovaných v Česku
- Východofríská ovce (VF) – mléčné plemeno
- Dorper (DO) – masné plemeno
- Olkuská ovce (O) – plodné plemeno
- Romanovská ovce (R) – plodné plemeno
- Berrichon du Cher (BE) – masné plemeno
- Německá černohlavá ovce (NC) – masné plemeno
- Clun Forest (CF) – masné plemeno
- Oxford Down (OD) – masné plemeno
- Hampshire (H) – masné plemeno
- Suffolk (SF) – masné plemeno
- Charollais (CH) – masné plemeno
- Texel (T) – masné plemeno
- Bergschaf (BG) – s kombinovanou užitkovostí
- Šumavská ovce (S) – s kombinovanou užitkovostí
- Jacob (J) – s kombinovanou užitkovostí
- Valaška (V) – s kombinovanou užitkovostí
- Jurská ovce (JR) – s kombinovanou užitkovostí
- Vřesová ovce (VR) – s kombinovanou užitkovostí
- Kamerunská ovce (KA) – s kombinovanou užitkovostí
- Zušlechtěná valaška (ZV) – s kombinovanou užitkovostí
- Leicester (LE) – s kombinovanou užitkovostí
- Zwartbles (ZW) – s kombinovanou užitkovostí
- Merino (M) – s kombinovanou užitkovostí
- Žírné merino (ZM) – s kombinovanou užitkovostí
- Merinolandschaf (ML) – s kombinovanou užitkovostí
- Cigája – s kombinovanou užitkovostí
- Německá dlouhovlnná (ND) – s kombinovanou užitkovostí
- Švýcarská alpská ovce – s kombinovanou užitkovostí
- Romney (K) – s kombinovanou užitkovostí